# Schiffleutmuseum

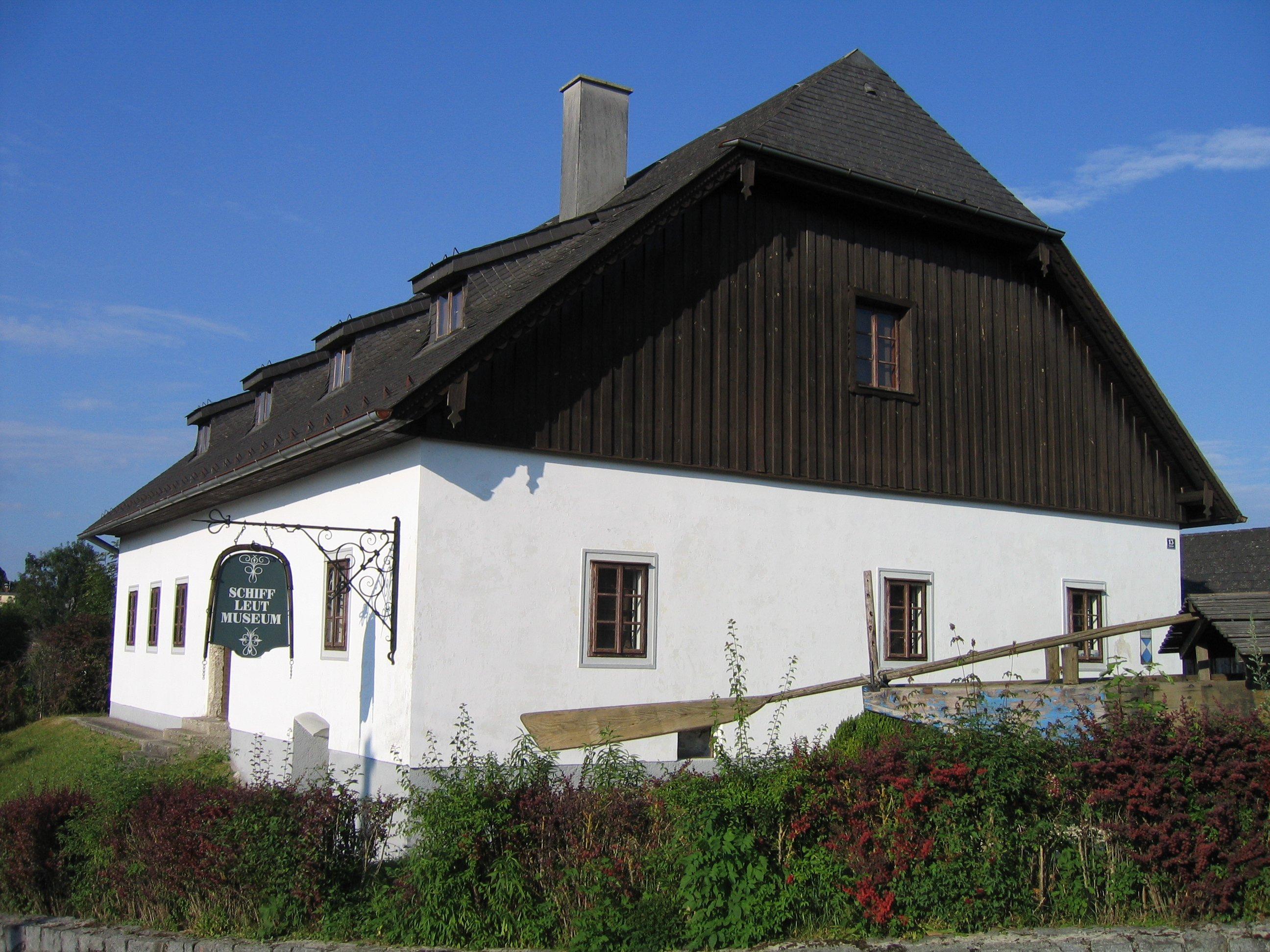
Schiffleutmuseum (2006)

Das Schiffleutmuseum ist ein Heimatmuseum in der Stadtgemeinde Stadl-Paura in Oberösterreich zur Salzschifffahrt auf der Traun. Das Gebäude steht unter Denkmalschutz.
Das ehemalige Hueter-Haus ist ein eingeschoßiges Gebäude mit einem zu einem Drittel abgewalmten Satteldach. Im Gebäude wurde 1668 der spätere Abt des Stiftes Lambach, Maximilian Pagl, geboren. 
Das Museum zeigt zur Salzschifffahrt auf der Traun ein Modell des Traunfalls.
Für die Schifferglocke beim Kaufhaus Eder an der Schiffslände wurde auf Initiative des Museumsvereins mit der HTL Bau und Design Linz ein neuer Glockenturm erarbeitet, welcher auch als Teil der kommenden Oberösterreichischen Landesausstellung 2016 gezeigt wird.